# 1961년생
《1961년생》은 MBC에서 1996년 12월 6일에 방영된 창사 35주년 기념 특집 드라마이다. 1961년에 태어난 한 남자의 이야기를 한국 현대사의 흐름과 함께 코믹하게 엮었으며, 드라마 사이사이에 현대사가 담긴 자료 화면을 넣어 재미를 더했다.

## 줄거리
35세가 된 국진은 행주대첩에서 억울하게 목숨을 잃은 포졸 집안에서 태어난 약간 어수록하고 순수한 남자이다. 앵커우먼이 된 소꿉친구 해선을 보기 위해 우연히 방송국에 왔다가 인질소동에 휘말린다.

## 등장 인물

### 주요 인물
- 김국진 : 김국진 역
- 엄정화 : 해선 역

### 우정출연
- 황영조
- 임백천
- 전유성